# Közönséges rinya
A közönséges rinya (Necrophlosophagus longicoreis) a százlábúak (Chilopoda) osztályának egyik faja.

## Előfordulása
A közönséges rinya előfordulási területe Európa.

## Megjelenése
Az állat teste világos színű, mivel ideje jelentős részét a föld alatt tölti. Hosszú, szelvényes testén sok pár rövid láb helyezkedik el.

## Életmódja
Ragadozó életmódot folytat. Zsákmányait, amelyek egyéb gerinctelenek, akár fajtársak is, fürge mozgásokkal és méregfogai segítségével kapja el.